# Lapčići
Lapčići este un sat din comuna Budva, Muntenegru. Conform datelor de la recensământul din 2003, localitatea are 35 de locuitori (la recensământul din 1991 erau 38 de locuitori).

## Demografie
În satul Lapčići locuiesc 30 de persoane adulte, iar vârsta medie a populației este de 42,0 de ani (37,8 la bărbați și 46,6 la femei). În localitate sunt 15 gospodării, iar numărul mediu de membri în gospodărie este de 2,33.
Populația localității este foarte eterogenă.
|  |

| Demografie | Demografie | Demografie |
| An         | Locuitori  | Locuitori  |
| ---------- | ---------- | ---------- |
|            |            |            |
|            |            |            |
|            |            |            |
|            |            |            |
| 1948       | 112        |            |
| 1953       | 107        |            |
| 1961       | 103        |            |
| 1971       | 77         |            |
| 1981       | 51         |            |
| 1991       | 38         | 38         |
| 2003       | 35         | 35         |

| \| Componența etnică conform recensământului din 2003[2] \| Componența etnică conform recensământului din 2003[2] \| Componența etnică conform recensământului din 2003[2] \| Componența etnică conform recensământului din 2003[2] \| Componența etnică conform recensământului din 2003[2] \| \| ----------------------------------------------------- \| ----------------------------------------------------- \| ----------------------------------------------------- \| ----------------------------------------------------- \| ----------------------------------------------------- \| \| \| \| \| \| \| \| Sârbi \| Sârbi \| \| 17 \| 48,57% \| \| Muntenegreni \| Muntenegreni \| \| 12 \| 34,28% \| \| Iugoslavi \| Iugoslavi \| \| 5 \| 14,28% \| \| necunoscută \| necunoscută \| \| 0 \| 0% \| |              |  |    |        |
| Componența etnică conform recensământului din 2003 |              |  |    |        |
| |              |  |    |        |
| Sârbi | Sârbi        |  | 17 | 48,57% |
| Muntenegreni | Muntenegreni |  | 12 | 34,28% |
| Iugoslavi | Iugoslavi    |  | 5  | 14,28% |
| necunoscută | necunoscută  |  | 0  | 0%     |